# Ákos Elek
Ákos Elek (* 21. Juli 1988 in Ózd, Ungarn) ist ein ungarischer Fußballspieler.

## Vereinskarriere
Elek begann seine professionelle Karriere bei Kazincbarcikai SC. Dort spielte er vier Jahre lang und wechselte danach zum Videoton FC. Mit dem Videoton FC wurde der Mittelfeldspieler am Ende der Saison 2010/11 zum ersten Mal in seiner Karriere ungarischer Fußballmeister. In der Rückrunde der Süper Lig Saison 2011/12 wechselte Elek auf Leihbasis in die Türkei zu Eskişehirspor.
Nach der Leihe wechselte er innerhalb von Ungarn vom Videoton FC zu Diósgyőri VTK. Im Januar 2015 wechselte er nach China in die Chinese Super League zu Changchun Yatai. Nach einem Jahr in China kehrte er im Januar 2016 zu seinem alten Arbeitgeber Diósgyőri VTK zurück. Im März 2017 wurde der Mittelfeldspieler von Kairat Almaty verpflichtet.

## Nationalmannschaft
Seit 2010 gehört Elek zum Kader der Ungarischen Fußballnationalmannschaft. Er machte sein Debüt am 5. Juni 2010 gegen die Niederlande und sein erstes Tor für Ungarn erzielte er in der Partie gegen Island am 10. August 2011.
Bei der Fußball-Europameisterschaft 2016 in Frankreich wurde er in das Aufgebot Ungarns aufgenommen. Seinen ersten Einsatz hatte er im letzten Gruppenspiel gegen Portugal in der Startaufstellung, als mehrere Spieler für das Achtelfinale geschont wurden. Im K.-o.-Spiel gegen Belgien saß er zuerst wieder auf der Bank und kam zur Halbzeit beim Stand von 0:1. Das Spiel endete 0:4 und Ungarn schied aus.